# Tamandua mexicana
Tamandua mexicana là một loài động vật có vú trong họ Myrmecophagidae, bộ Pilosa. Loài này được Saussure mô tả năm 1860.
Chúng sinh sống trong các khu rừng nhiệt đới và cận nhiệt đới từ miền nam México, Trung Mỹ thông qua, và cạnh phía bắc dãy núi Andes.
Đây là một thú ăn kiến cỡ trung bình với đôi mắt và đôi tai nhỏ, và một cái mõm dài. Bộ lông màu vàng nhạt trên hầu hết các cơ thể, với một mảng lông riêng biệt màu đen trên hai lườn và lưng

## Hình ảnh

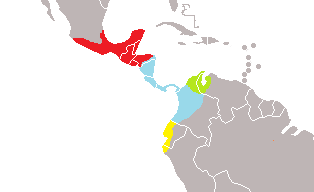
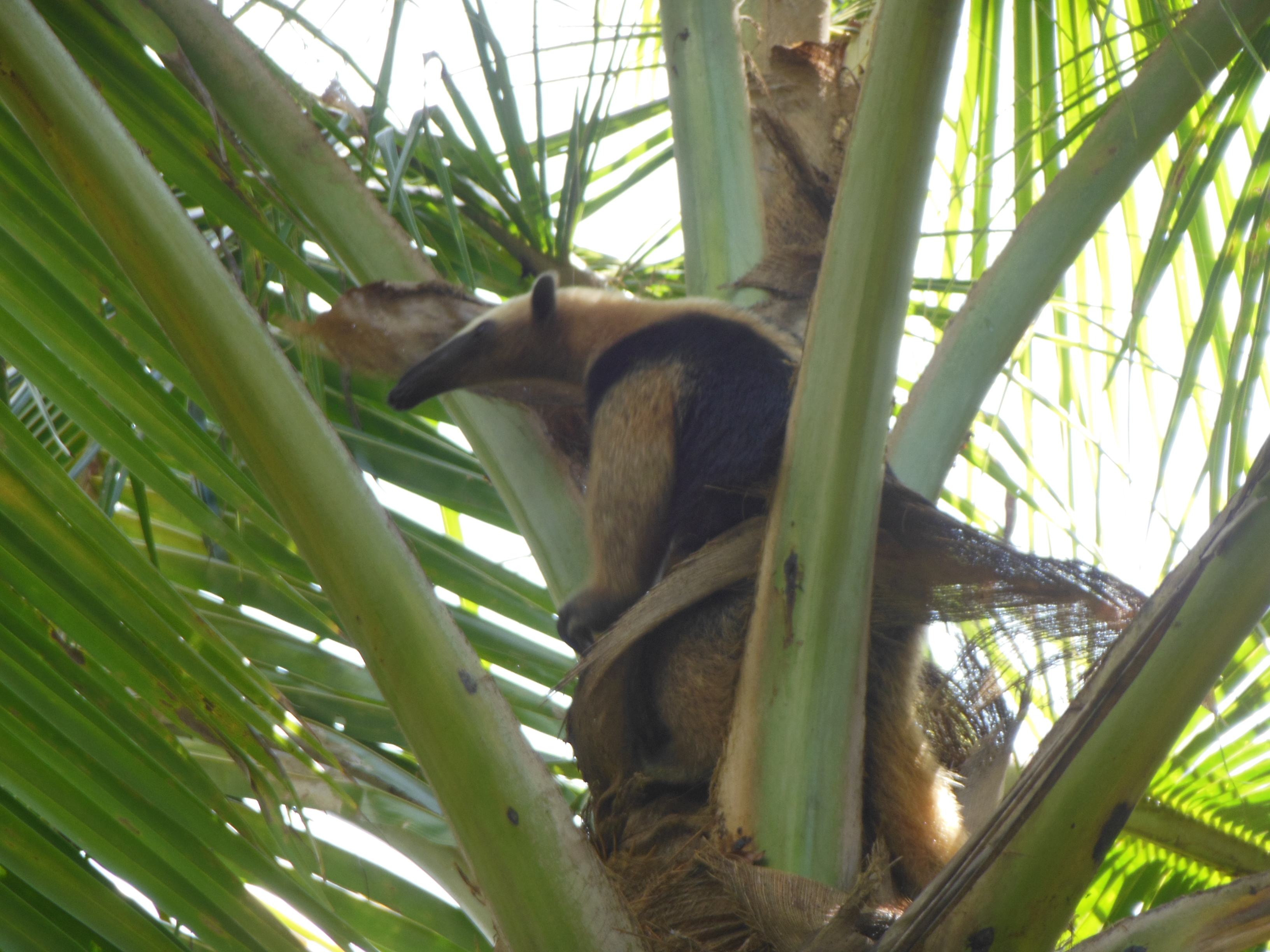
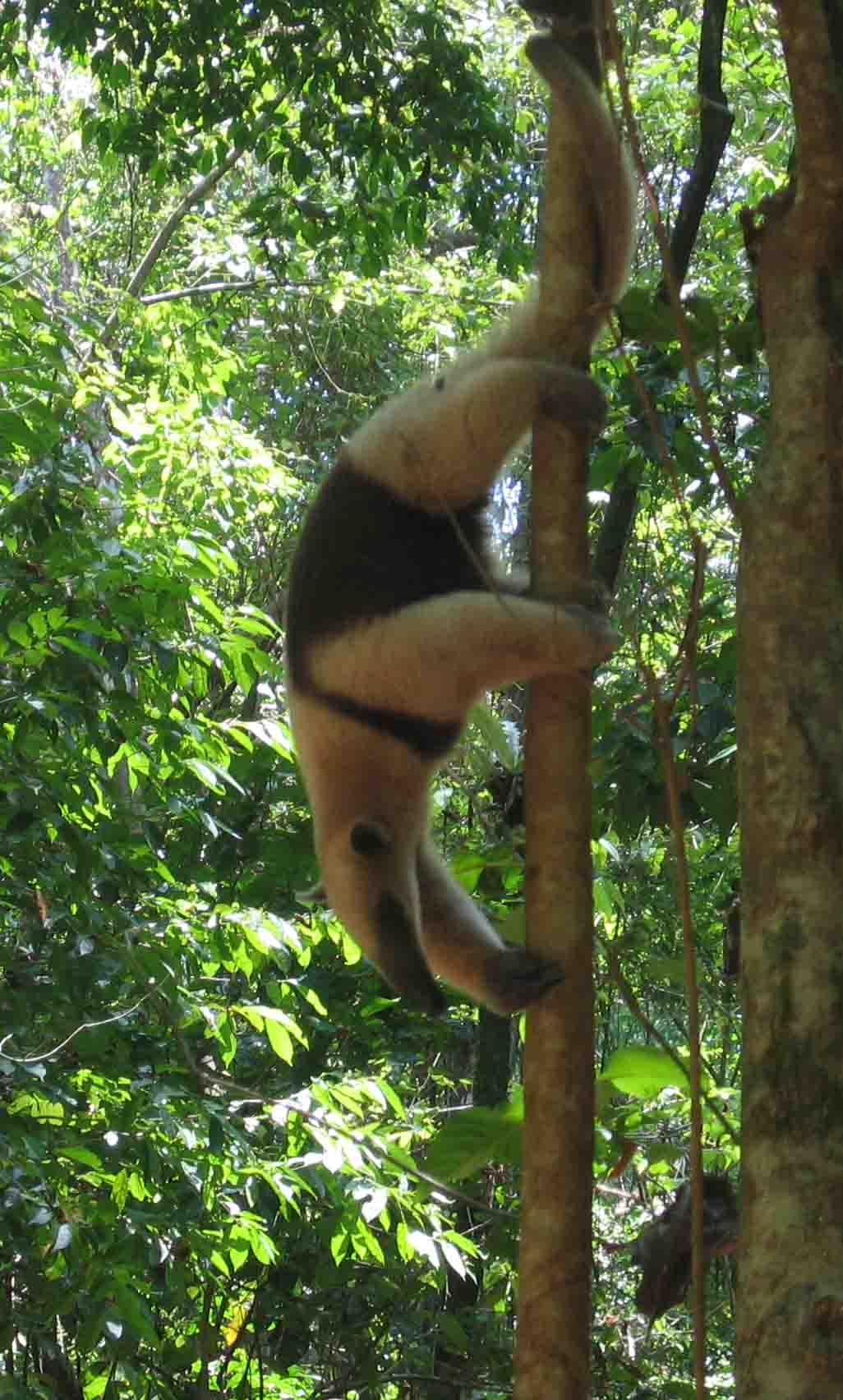
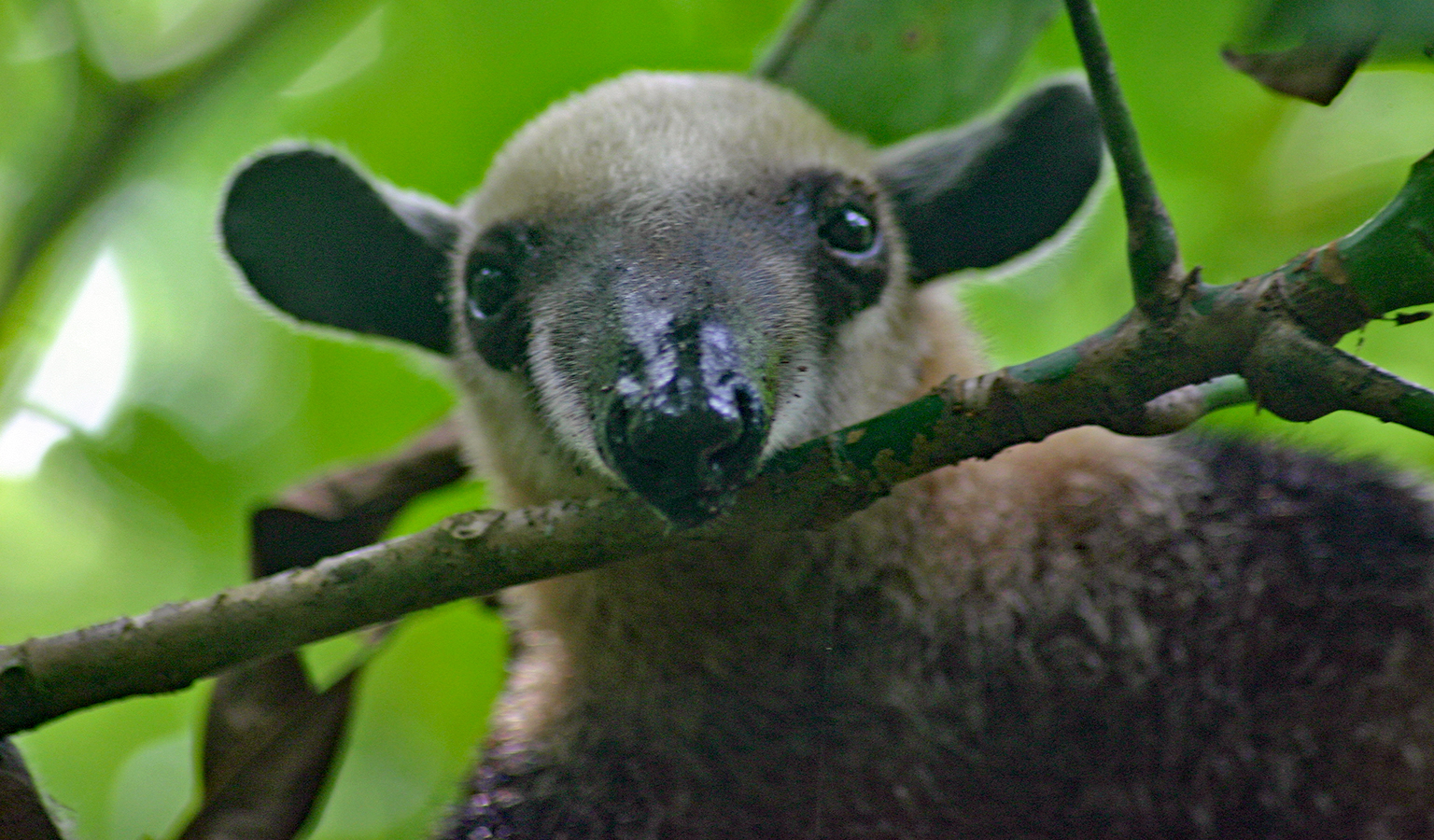